# Wanxiang
Wanxiang ou Wanxiang Group est un équipementier chinois de pièces automobile. Son siège est situé à Hangzhou.
Wanxiang produit notamment des transmissions, de roulements, de pare-chocs, de freins et d'amortisseurs. 

## Histoire
En octobre 2012, Wanxiang acquiert pour 256 millions de dollars A123 Systems, entreprise américaine en faillite spécialisée dans les batteries à lithium-ion,. En février 2014, Wanxiang acquiert Fisker Automotive, une entreprise américaine spécialisée dans les voitures électriques, pour environ 150 millions de dollars.